# Le Dog Show
Pour plus de détails, voir Fiche technique et Distribution.
Le Dog Show ou Chiens sous enquête au Québec (Show Dogs) est un film américain réalisé par Raja Gosnell, sorti en 2018.

## Synopsis
Max, un chien policier, doit s'infiltrer dans un concours canin.

## Fiche technique
- Titre : Le Dog Show
- Titre original : Show Dogs
- Réalisation : Raja Gosnell
- Scénario : Max Botkin et Marc Hyman
- Musique : Heitor Pereira
- Photographie : David Mackie
- Montage : David Freeman et Sabrina Plisco
- Production : Deepak Nayar et Philip von Alvensleben
- Société de production : Neddy Dean Productions, Open Road Films (en) et Riverstone Pictures
- Société de distribution : Global Road Entertainment (États-Unis)
- Pays :  États-Unis et  Royaume-Uni
- Genre : Aventure et comédie policière
- Durée : 92 minutes
- Dates de sortie : 
  - États-Unis : 18 mai 2018
  - France : 21 novembre 2018 (DVD)

## Distribution
- Will Arnett (VQ : Daniel Picard) : Frank
- Natasha Lyonne (VF : Guylène Ouvrard ; VQ : Annie Girard) : Mattie
- Andy Beckwith (en) : Berne
- Oliver Tompsett : Chauncey
- Colin Stinton : le chef de la police new-yorkaise

Avec les voix de
- Chris « Ludacris » Bridges (VQ : Gardy Fury) : Max
- Stanley Tucci (VQ : Jacques Lavallée) : Philippe
- Jordin Sparks Thomas (VF : Sophie Riffont ; VQ : Geneviève Bédard) : Daisy
- Gabriel Iglesias (VF : Thibaut Lacour ; VQ : Manuel Tadros) : Sprinkles
- Shaquille O'Neal (VQ : Frédérik Zacharek) : Karma
- Alan Cumming (VF : Pierre Tessier ; VQ : Tristan Harvey) : Dante
- Omar Chaparro (VF : Thierry Gondet) : Señor Gabriel
- Anders Holm, Kate Micucci (VF : Valérie Nosrée), Blake Anderson : les pigeons
- RuPaul (VQ : François Sasseville) : Persephone

 Source et légende : version française (VF) sur RS Doublage et version québécoise sur Doublage Québec

## Accueil
Le film a reçu un accueil défavorable de la critique. Il obtient un score moyen de 31 % sur Metacritic.

## Controverse
Le film a fait l'objet d'un remontage pour notamment retirer des scènes dans lesquels un juge du concours canin touche les parties génitales d'un chien sans son consentement (les chiens étant dans le film des êtres conscients capables de s'exprimer comme des humains).